# Трифоново (Болгария)
Трифоново (болг. Трифоново) — село в Болгарии. Находится в Монтанской области, входит в общину Монтана. Население составляет 118 человек.

## Политическая ситуация
Трифоново подчиняется непосредственно общине и не имеет своего кмета.
Кмет (мэр) общины Монтана — Златко Софрониев Живков (независимый) по результатам выборов в правление общины.